# Fretterans
Fretterans este o comună în departamentul Saône-et-Loire, Franța. În 2009 avea o populație de 289 de locuitori.

## Evoluția populației
| An        | 1975 | 1982 | 1990 | 1999 | 2006 | 2009 |
| --------- | ---- | ---- | ---- | ---- | ---- | ---- |
| Populație | 352  | 335  | 318  | 299  | 295  | 289  |